# Theodor Mögling

Theodor Mögling

Theodor Mögling (* 2. Dezember 1814 in Brackenheim; † 17. April 1867 in Göppingen) war ein deutscher Seidenbaufachmann, Politiker und führender Revolutionär in der badischen Revolution von 1848/49.

## Leben

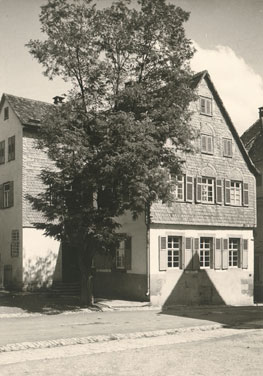
Die ehemalige Lateinschule in Brackenheim, das Geburtshaus von Theodor Mögling, um 1900

Theodor Mögling war das dritte Kind des Präzeptors und späteren evangelischen Pfarrers Wilhelm Ludwig Friedrich Mögling (1788–1854), der von 1811 bis 1819 die Brackenheimer Lateinschule leitete.
Im Alter von 16 Jahren begann Theodor Mögling ein Studium der Medizin in Tübingen, wo er 1831 Mitglied der Burschenschaft Feuerreiter wurde.  Nach seiner Teilnahme an einem Studentenauflauf zur Feier der Pariser Demokraten im Jahre 1833 geriet er in Untersuchungshaft und war zum Abbruch seines Studiums gezwungen. Aus diesem Grund besuchte Mögling seit Herbst 1836 die Landwirtschaftliche Akademie zu Hohenheim, wo er sich mit großem Engagement dem Seidenbau widmete. 1842 wurde er als Lehrer der Seidenzucht nach Hohenheim berufen und erhielt 1846 den Titel eines Ökonomierats.
Als Abgeordneter der Zweiten Württembergischen Kammer nahm Mögling am Frankfurter Vorparlament teil, wo er sich den badischen Republikanern um Friedrich Hecker und Gustav Struve anschloss. Mögling beteiligte sich führend an allen drei badischen Erhebungen von 1848/49. Im Gefecht auf der Scheideck im April 1848 deckte er den Rückzug des geschlagenen Heckerzuges, im Gefecht bei Waghäusel am 20. Juni 1849 wurde er schwer verwundet und geriet in preußische Gefangenschaft. Vor dem Mannheimer Standgericht wurde er zum Tode verurteilt, daraufhin jedoch zu einer mehrjährigen Zuchthausstrafe begnadigt, die er in Einzelhaft im Bruchsaler Zellengefängnis bis 1856 verbrachte.
Nach seiner Freilassung ging Mögling in die Schweiz, wo er zunächst als technischer Leiter einer Torfkompanie wirkte. Außerdem gab er in Solothurn seine Autobiographie heraus, in welcher er sich v. a. mit dem Revolutionsgeschehen auseinandersetzt. Im Sommer 1859 besuchte er den Freiheitskämpfer Giuseppe Garibaldi während des Zweiten Italienischen Unabhängigkeitskrieges.
Nach Württemberg zurückgekehrt, erwarb Mögling ein landwirtschaftliches Gut im Trailhof bei Oberbrüden, welches er selbst bewirtschaftete. Nach mehreren Schlaganfällen verstarb er – geistig umnachtet – in einer Göppinger Heilanstalt.
Sein Bruder war der Indienmissionar Hermann Mögling. 

## Literarische Rezeption
Der Schriftsteller Georg Heym verfasste 1908/09 das unfertig gebliebene Dramenfragment Die Revolution mit Theodor Mögling in der Hauptrolle.

## Werke (Auswahl)

Titelblatt des von Mögling verfassten Politischen Katechismus

- Anleitung zur Maulbeerpflanzung und Seidenzucht. Tübingen 1841 Google Digitalisat
- Einige Worte über den Entwurf eines Gesetzes über Bewässerungs- und Entwässerungs-Anlagen für Württemberg. Stuttgart, 1843 Digitalisat der Bayerischen Staatsbibliothek
- Die Seidenzucht und deren Einführung in Deutschland, Stuttgart 1844. 2. Auflage 1847 (Digitalisat).
- Das Neueste im Gebiete der Land- und Forstwirthschaft, so wie deren technischen Nebenfächer; oder gedrängter, systematisch geordneter Auszug aus den Protokollen der Versammlungen deutscher Land- und Forstwirthe vom Jahre 1837–1844. Carl Mäcken’s Verlag, Reutlingen 1846. Google Digitalisat
- Politischer Katechismus, Straßburg 1848.
- Erlebnisse während der ersten Schilderhebung der deutschen Republikaner im April 1848. In: * Friedrich Hecker: Die Erhebung des Volkes in Baden für die deutsche Republik im Frühjahr 1848. (Mit Beiträgen von Theodor Mögling, Franz Sigel und Karl Kaiser), Basel 1848. Internet Archive
- Briefe an seine Freunde, Solothurn 1858 (Digitalisat).
  - Neuausgabe: Für Freiheit und Demokratie. Mitteilungen eines 1848er-Revolutionärs, neu herausgegeben von Giovanna-Beatrice Carlesso. Carlesso Verlag, Brackenheim 2009, ISBN 978-3-939333-07-4.
- Ein Besuch bei Garibaldi im Sommer 1859, Zürich 1860 (Digitalisat).